# 시사본색
《윤근수의 시사본색》은 2018년 11월 11일부터 2022년 1월 30일까지 매주 일요일 오전에 방송되었던 광주MBC 시사 프로그램이다.

## 프로그램 소개
- 시사본색은 복잡한 이슈의 범람 속에서 가장 중요한 쟁점들을 골라내고 사건의 내막을 철저하게 파헤쳐 당면한 시사의 본질에 다가가고자 한다. 기존의 어렵고 경직된 시사방송의 형식과 내용을 탈피해 더 쉬운 시사, 사실을 넘어 진실에 더 근접한 시사, 더 생생한 시사방송을 추구한다. 특히 지방정치, 지역경제, 문화현상, 교육이슈, 젠더이슈 등 지역 밀착형 뉴스들을 발굴하고 공론의 장으로 끌어올릴 예정이다. 지역을 대변해 중앙정치에 여론을 전달하는 목소리 역할 또한 잊지 않을 것이다.

## 코너소개
- #人더시사 : 매주 가장 뜨거운 뉴스의 중심에 선 인물과의 집중 인터뷰를 통해 이슈의 본질을 알아보는 '시사인물 대담'. 뉴스의 이면, 밝혀지지 않은 내막의 이야기를 집중적으로 나눠봄으로써 사건의 진실에 다가가고자 한다.
- #시사담판 : 찬반양론의 첨예한 갈등의 중심에 있는 이슈를 선정해 논쟁의 양 당사자, 혹은 각 진영을 대변할 만한 전문가들이 토론을 갖고 '지역민의 궁금증을 해소'한다.

## 방송 시간
- 매주 일요일 오전 8시 5분 ~ 9시 5분

## 역대 진행자
- 김낙곤 (前 광주MBC 기자, 現 광주MBC 대표이사 사장) (2018년 11월 11일 ~ 2021년 2월 7일)
- 이재원 (現 광주MBC 기자) (2021년 2월 14일 ~ 2021년 5월 9일)
- 윤근수 (現 광주MBC 시사보도본부장) (2021년 5월 16일 ~ 2022년 1월 30일)